# Sharon Laws
Sharon Laws (ur. 7 lipca 1974 w Nairobi, zm. 16 grudnia 2017) – brytyjska kolarka szosowa, brązowa medalistka mistrzostw świata. Od 2013 roku zawodniczka zespołu Lotto Belisol Ladies.

## Kariera
Największy sukces w karierze Sharon Laws osiągnęła w 2012 roku, kiedy wspólnie z koleżankami z zespołu AA Drink-leontien.nl wywalczyła brązowy medal w drużynowej jeździe na czas na szosowych mistrzostwach świata w Valkenburgu. Jej najlepszym indywidualnym wynikiem na imprezie tej rangi jest trzynaste miejsce w indywidualnej jeździe na czas wywalczone na rozgrywanych w 2010 roku mistrzostwach świata w Melbourne. W 2008 roku wystartowała na igrzyskach olimpijskich w Pekinie, gdzie zajęła 35. miejsce w wyścigu ze startu wspólnego. W tym samym roku zwyciężyła w indywidualnej jeździe na czas podczas szosowych mistrzostw Wielkiej Brytanii, a w 2012 roku była najlepsza w wyniki ze startu wspólnego. W 2013 roku przeszła do zespołu Lotto Belisol Ladies.